# 14818 Mindeli
14818 Mindeli eller 1982 UF7 är en asteroid i huvudbältet som upptäcktes den 21 oktober 1982 av den rysk-sovjetiska astronomen Ljudmila Karatjkina vid Krims astrofysiska observatorium på Krim. Den är uppkallad efter Elisbar Mindeli.
Asteroiden har en diameter på ungefär 15 kilometer.